# Năng lượng âm (vật lý)
Năng lượng âm hay phản năng lượng (negative energy) là một khái niệm được sử dụng trong vật lý để giải thích bản chất của một số trường nhất định, bao gồm trường hấp dẫn và nhiều hiệu ứng trường lượng tử.
Trong các lý thuyết mang tính phỏng đoán hơn, năng lượng âm có liên quan đến các lỗ sâu đục có thể cho phép du hành thời gian và động cơ warp (warp drive) để du hành không gian nhanh hơn ánh sáng.

## Thế năng hấp dẫn âm
Độ mạnh của tương tác hấp dẫn giữa hai vật thể vĩ mô theo khoảng cách giữa chúng thể hiện một lượng thế năng hấp dẫn âm trong trường tác động chúng. Khi khoảng cách giữa chúng tiến đến vô cùng, lực hấp dẫn tiến đến 0 từ phía dương của trục số thực và năng lượng hấp dẫn tiệm cận 0 từ phía âm. Do đó, khi hai vật thể lớn di chuyển về phía nhau, chuyển động tăng tốc dưới trọng lực gây ra một sự gia tăng động năng (luôn dương) của hệ và gia tăng cùng một lượng thế năng hấp dẫn (âm). Điều này là do định luật bảo toàn năng lượng đòi hỏi năng lượng toàn phần của hệ sẽ luôn không thay đổi. Năng lượng liên kết hấp dẫn là một loại năng lượng thế năng.
Một vũ trụ trong đó năng lượng dương chiếm ưu thế cuối cùng sẽ sụp đổ trong một "Vụ co lớn", trong khi một vũ trụ "mở" trong đó năng lượng âm lấn át sẽ giãn nở vô hạn hoặc cuối cùng tan rã trong một "Vụ rách lớn". Trong mô hình vũ trụ năng lượng bằng không (vũ trụ "phẳng" hoặc "Euclide"), tổng đại số lượng năng lượng trong vũ trụ chính xác bằng 0: lượng năng lượng dương của nó ở dạng vật chất bị loại bỏ hoàn toàn bởi năng lượng âm của nó ở dạng của tương tác hấp dẫn. (Chưa rõ mô hình nào trong số này mô tả chính xác vũ trụ thực.)

## Hiệu ứng trường lượng tử
Năng lượng âm và mật độ năng lượng âm là phù hợp với lý thuyết trường lượng tử.

### Các hạt ảo
Trong lý thuyết lượng tử, nguyên lý bất định cho phép khoảng trống của không gian chứa đầy các cặp hạt-phản hạt ảo xuất hiện tự phát và tồn tại chỉ trong một thời gian ngắn trước khi, thường chúng sẽ lại tự hủy lẫn nhau. Một số hạt ảo này có thể mang năng lượng âm. Hành vi của chúng đóng một vai trò trong một số hiện tượng quan trọng, như được mô tả dưới đây.

### Hiệu ứng Casimir
Trong hiệu ứng Casimir, hai tấm kim loại phẳng đặt rất gần nhau hạn chế các bước sóng của các lượng tử có thể tồn tại giữa chúng. Điều này lại hạn chế các loại và do đó số lượng và mật độ của các cặp hạt ảo có khả năng hình thành trong khoảng chân không ở giữa và có thể dẫn đến mật độ năng lượng âm. Điều này gây ra một lực hút giữa các tấm, và đã được ghi nhận thực nghiệm.

### Bức xạ Hawking
Các hạt ảo có năng lượng âm có thể tồn tại trong một thời gian ngắn. Hiện tượng này là một phần của cơ chế liên quan đến bức xạ Hawking mà vì thế các lỗ đen bốc hơi.

### Ánh sáng bị ép
Có thể bố trí nhiều chùm ánh sáng laser sao cho sự giao thoa triệt tiêu lượng tử hủy các dao động chân không. Một trạng thái chân không bị ép như vậy liên quan đến năng lượng âm. Dạng hình sóng lặp đi lặp lại của ánh sáng gây ra các vùng năng lượng dương và âm xen kẽ nhau.

### Biển Dirac
Theo lý thuyết về biển Dirac, được phát triển bởi Paul Dirac vào năm 1930, khoảng trống của không gian chứa đầy năng lượng âm. Lý thuyết này được phát triển để giải thích sự bất thường của các trạng thái lượng tử năng lượng âm được dự đoán bởi phương trình Dirac.
Lý thuyết biển Dirac đã dự đoán chính xác sự tồn tại của phản vật chất hai năm trước sự phát hiện ra positron vào năm 1932 bởi Carl Anderson. Tuy nhiên, lý thuyết biển Dirac coi phản vật chất là một lỗ trống trong đó không có hạt hơn là hạt thực sự. Lý thuyết trường lượng tử (QFT), được phát triển vào những năm 1930, liên quan đến phản vật chất theo cách coi rằng phản vật chất như được tạo ra từ các hạt thật chứ không phải là từ sự thiếu đi các hạt, và coi chân không là trống rỗng không hạt chứ không phải đầy các hạt năng lượng âm giống như trong lý thuyết biển Dirac.
Lý thuyết trường lượng tử đã thay thế lý thuyết biển Dirac với tư cách là một lời giải thích phổ biến hơn về các khía cạnh này của vật lý. Cả lý thuyết biển Dirac và lý thuyết trường lượng tử đều tương đương với phép biến đổi Bogoliubov, do đó, biển Dirac có thể được xem như là một công thức thay thế của lý thuyết trường lượng tử, và do đó phù hợp với nó.

## Một số giả thuyết phỏng đoán

### Lỗ sâu
Năng lượng âm xuất hiện trong lý thuyết phỏng đoán của lỗ sâu, nơi nó cần thiết để giữ lỗ sâu mở. Một lỗ sâu đục kết nối trực tiếp hai vị trí phân tách cách xa nhau tùy ý cả về không gian và thời gian, và về nguyên tắc nó cho phép di chuyển gần như tức thời giữa chúng.

### Động cơ warp
Một nguyên tắc lý thuyết cho một động cơ warp (warp drive) nhanh hơn ánh sáng (FTL) dành cho tàu vũ trụ đã được đề xuất, có liên quan đến năng lượng âm. Động cơ Alcubierre bao gồm một nghiệm cho phương trình tương đối tổng quát của Einstein, trong đó một bong bóng không thời gian được di chuyển nhanh bằng cách dãn rộng vùng không gian phía sau nó và co vùng không gian phía trước nó.